# Renault Rodéo
Renault Rodéo je lehčí malý automobil terénního charakteru, který pro francouzskou automobilku Renault vyráběla jiná francouzská automobilka Teilhol. Výroba probíhala v letech 1970 až 1987. Automobil měl pohon pouze předních kol a vyráběl se ve třech generacích. Ta první se prodávala pod názvem A.C.L. Rodéo. Celkem bylo vyrobeno okolo 50 000 vozů. Některé z nich používala francouzská armáda.
Model Rodéo 4 byl postaven na podvozku vozu Renault 4 Van s nejslabším motorem. Rodéo 6 používal stejný podvozek, ale poháněl ho výkonnější motor z vozu Renault 6 a později Renault 5. V roce 1984 se objevil model Rodéo Hoggar. Tato omezená edice měla pohon všech kol.

## Motory
- 845 cc
- 1108 cc
- 1289 cc

## Rozměry
- Délka - 3660 mm
- Šířka - 1589 mm
- Výška - 1595 mm
- Váha - 645 kg až 860 kg